# 箭弓稲荷神社 (台東区)
箭弓稲荷神社（やきゅういなりじんじゃ）は、東京都台東区上野（黒門町）にある神社である。宗教法人ではない。

## 概要
元来は、伊勢亀山藩主石川主殿頭の大名屋敷の屋敷神であったが、徳川家光より銀杏を下賜されたことを機に"銀杏神社"と称されたという。明治時代に入り、大名屋敷も神社も一旦無くなったが、松山治郎吉が埼玉県東松山市にある箭弓稲荷神社の分霊を勧請し、箭弓稲荷神社と改称した。関東大震災により社殿と御神木は焼失したが、御神木の一部から御神体と社殿木材を切り出し、再建された。
神社には、桂文楽、古今亭今輔ら古い芸人の名前のある額が掲げられている。
落語家の三遊亭円丈は当社の近くまで来ると参詣するといい、俳優の加山雄三はテレビ朝日系の番組「若大将のゆうゆう散歩」で当社を訪れ紹介した。
商売繁盛のご利益があるとされている。

## 交通アクセス
- 千代田線湯島駅5番出口より徒歩1分（経路案内）。